# Maekawa Taiga
Taiga Maekawa (前川 大河 Maekawa Taiga, sinh ngày 13 tháng 6 năm 1996 ở Osaka) là một cầu thủ bóng đá người Nhật Bản thi đấu cho Tokushima Vortis.

## Sự nghiệp thi đấu
Taiga Maekawa gia nhập câu lạc bộ tại J2 League; Cerezo Osaka năm 2015. Năm 2016, anh chuyển đến Tokushima Vortis.

## Thống kê câu lạc bộ
Cập nhật đến ngày 23 tháng 2 năm 2016.
| Thành tích câu lạc bộ | Thành tích câu lạc bộ | Thành tích câu lạc bộ | Giải vô địch | Giải vô địch | Cúp                   | Cúp                   | Tổng cộng | Tổng cộng |
| Mùa giải              | Câu lạc bộ            | Giải vô địch          | Số trận      | Bàn thắng    | Số trận               | Bàn thắng             | Số trận   | Bàn thắng |
| Nhật Bản              | Nhật Bản              | Nhật Bản              | Giải vô địch | Giải vô địch | Cúp Hoàng đế Nhật Bản | Cúp Hoàng đế Nhật Bản | Tổng cộng | Tổng cộng |
| --------------------- | --------------------- | --------------------- | ------------ | ------------ | --------------------- | --------------------- | --------- | --------- |
| 2015                  | Cerezo Osaka          | J2 League             | 1            | 0            | 1                     | 0                     | 2         | 0         |
| Tổng                  | Tổng                  | Tổng                  | 1            | 0            | 1                     | 0                     | 2         | 0         |